# Schönbrunn (Baden)
Schönbrunn ist eine Gemeinde im Rhein-Neckar-Kreis in Baden-Württemberg.

## Geographie

### Geographische Lage
Schönbrunn liegt in 117 bis 466 Metern Höhe im Kleinen Odenwald, etwa 30 Kilometer östlich von Heidelberg. Nördlich befindet sich das Neckartal.
Der Jahresniederschlag liegt bei 750 mm und die Jahresdurchschnittstemperatur bei 7,5 °C.

### Gemeindegliederung
Die Gemeinde Schönbrunn besteht aus den fünf Ortsteilen Allemühl, Haag, Moosbrunn, Schönbrunn und Schwanheim, die ihrerseits aus Teilorten zusammengewachsen sind. Die offizielle Benennung der Ortsteile erfolgt in der Form „Schönbrunn, Ortsteil …“. Zum Ortsteil Haag gehört das Haus Haager Mühle. In Schönbrunn mit Unter- und Oberschönbrunn liegt ein Teil der Wüstung Krutloch, der größere Teil liegt in Hirschhorn (Neckar). In Schwanheim liegen die Burgruine Stolzeneck und der abgegangene Burgweiler Krösselbach. Auch Allemühl entstand aus Ober- und Unter-Allemühl.

## Geschichte

### Schönbrunn
Schönbrunn wurde 1262 erstmals urkundlich erwähnt. Der Ort wurde vermutlich im 11. oder 12. Jahrhundert als Rodungssiedlung im staufischen Reichsland um Wimpfen gegründet. Die aus Unter- und Oberschönbrunn bestehende Doppelsiedlung stammt vermutlich aus der Zeit der Siedlungsgründung. Ursprünglich zum Hochstift Worms zugehörig, gelangte der Ort an die Stüber Zent und mit dieser 1380 zur Kurpfalz. Eine Kapelle am Ort wurde erstmals 1479 erwähnt. Um 1520 erfolgte dann ein Kirchenbau im Stil der Gotik, der 1839–41 durch den heutigen Kirchenbau ersetzt wurde. Die Ortsherrschaft wurde bis ins 16. Jahrhundert an verschiedene Herren verpfändet und der Ort ab 1560 vom pfälzischen Amt Dilsberg verwaltet. Ab 1803 gehörte Schönbrunn zu Baden und war dem Amt Neckarschwarzach zugeteilt, mit diesem 1813 zum Amt Neckargemünd. 1857 kam Schönbrunn zum badischen Amt Eberbach, das 1863 zum Amt Heidelberg überging.

### Allemühl
Allemühl findet sich erstmals im pfälzischen Zinsregister ("Heidelberger Zinsbuch") von 1370 als „Alle Mulen“. Dort ist nochmals 1447 von Allemüllen die Rede und 1467 erstmals von Allemühl. 1560 findet sich der Name Allemühl in einem Zentvertrag zwischen der Kurpfalz und den Ortsherren der Reichartshauser und Meckesheimer Zent. Die obere Gerichtshoheit wurde der Kurpfalz zugeschrieben. Allemühl war bis 1803 kurpfälzisch und wurde dann Baden zugeschlagen. Die erste Erwähnung einer Mühle datiert vom 3. Februar 1538. Wie der Name vermuten lässt, war das kleine Dorf im Tal von Altbach, Pleutersbach und Krebsbach eine Mühlenansiedlung, wozu verschiedene Mühlkanäle angelegt wurden, in denen Wasser aus mehreren Quellen zusammengefasst worden ist. Es waren einst sieben Getreidemühlen hier angesiedelt, daneben eine Ölmühle und eine Schleifmühle. Die bereits 1695 belegte Seifert-Mühle ist noch heute in Betrieb. Sie wird allerdings nicht mehr mit Wasser, sondern nur noch mit Strom betrieben. Ober-Allemühl wurde zumeist von Schönbrunn aus verwaltet, Unter-Allemühl von Schwanheim. Allemühl hat derzeit 320 Einwohner. Die für 2020 geplant gewesene 650-Jahr-Feier wurde wegen der Corona-Pandemie abgesagt (Rhein-Neckar-Zeitung vom 27. Juni 2020).

### Haag
Haag im Tal des Wimmersbachs wurde erstmals 1416 genannt. Der Ort bestand ursprünglich aus zwei getrennten Siedlungskernen (Ober- und Unterhaag), die jedoch inzwischen zusammengewachsen sind. Die Rodungsbesiedlung („hac“ bedeutet Weideplatz) geht wie bei Schönbrunn auf die Staufer zurück. Im späten Mittelalter wurde der Ort ein Teil der Stüber Zent und wurde Zubehör zur Burg Schwarzach. Die Ortsherrschaft lag im Spätmittelalter bei den Herren von Weinsberg, die Haag 1419 an Pfalzgraf Ludwig veräußerten. Allerdings wurde der Ort in der Folge an verschiedene Adelsfamilien (darunter die Landschad von Steinach und die Herren von Helmstatt) verpfändet, bis er mit dem Westfälischen Frieden 1648 fester Bestandteil der Kurpfalz wurde. Ab 1803 gehörte Haag zum badischen Unteramt Dilsberg und teilte als selbstständige Gemeinde das Geschick Schönbrunns, mit dem es 1972 zusammengeschlossen wurde.

### Moosbrunn
Moosbrunn wurde 1319 erstmals als „Mosbrunne“ erwähnt und ist vermutlich ebenfalls eine staufische Rodungssiedlung. Die Gemarkung von Moosbrunn wird ringförmig von der Gemarkung des Hauptortes Schönbrunn umschlossen. Im Hochmittelalter war die Ortsherrschaft als Wormser Lehen bei den Herren von Weinsberg und wurde 1319 an die Herren von Hirschhorn verpfändet. Der Besitz ging im 14. Jahrhundert von Worms an die Pfalz über. Die Herren von Hirschhorn blieben bis zu ihrem Aussterben 1632 Ortsherren, danach eroberten die Schweden den Ort und vergaben die Ortsherrschaft an die Herren von Helmstatt, bis 1641 die kaiserlichen Truppen den Ort wieder einnahmen und den Herren von Cronberg ihr seit 1610 für den Fall des Aussterbens der Hirschhorner versprochenes Erbe übertrugen. 1704 starben auch die Cronberger aus, und kam Moosbrunn kam gemeinsam mit dem nördlich des Neckars gelegenen Rothenberg an die Grafen von Degenfeld und von diesen 1797 an die Grafen zu Erbach-Fürstenau. 1803 gelangte der Ort als selbstständige Gemeinde zu Baden und wurde 1811 dem Amt Neckarschwarzach zugeteilt, wo es die Geschichte von Schönbrunn teilt, mit dem es 1972 zusammengeschlossen wurde.

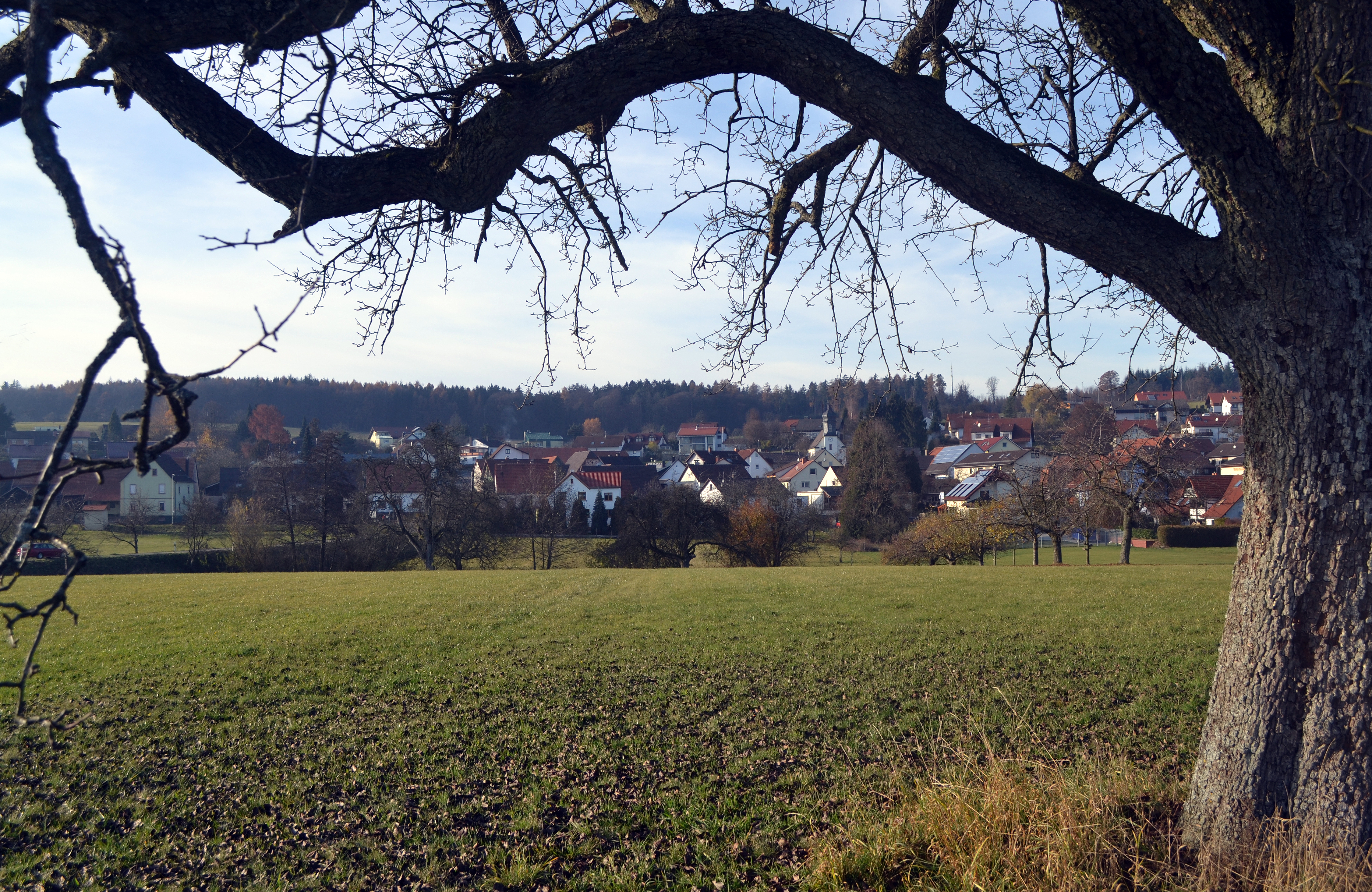
Moosbrunn von Süden
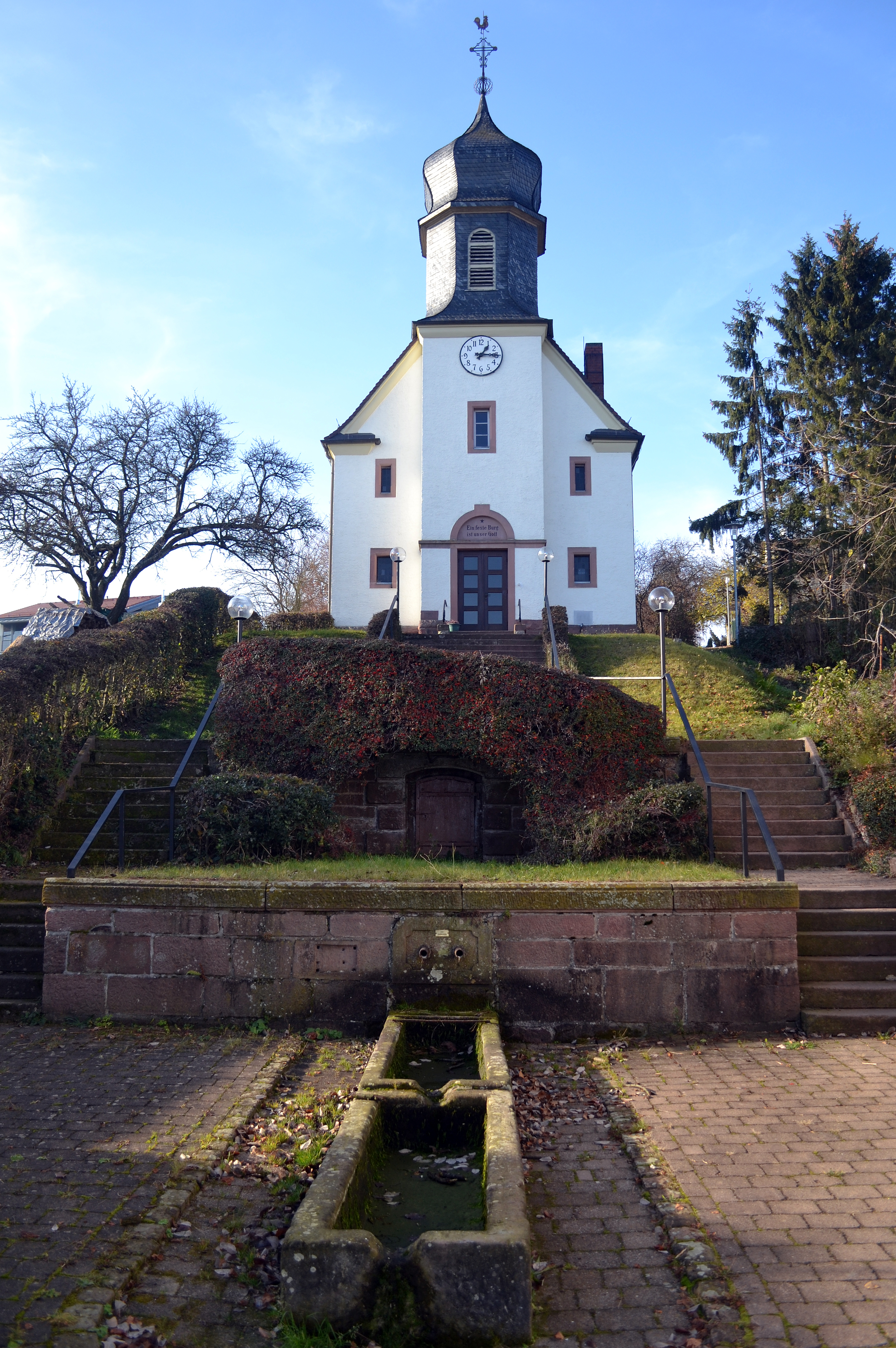
Ev. Dorfkirche
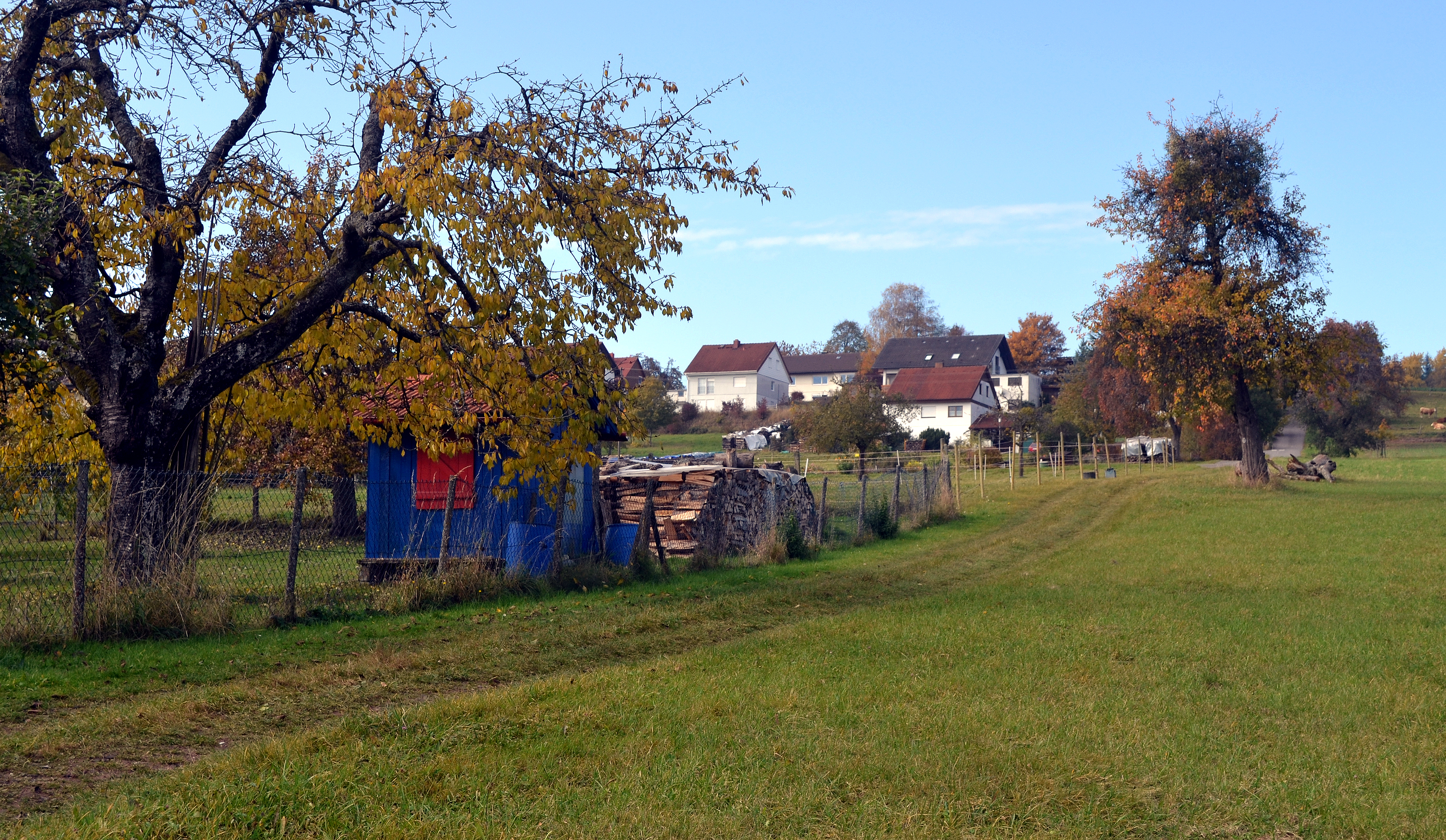
Östlicher Ortsrand
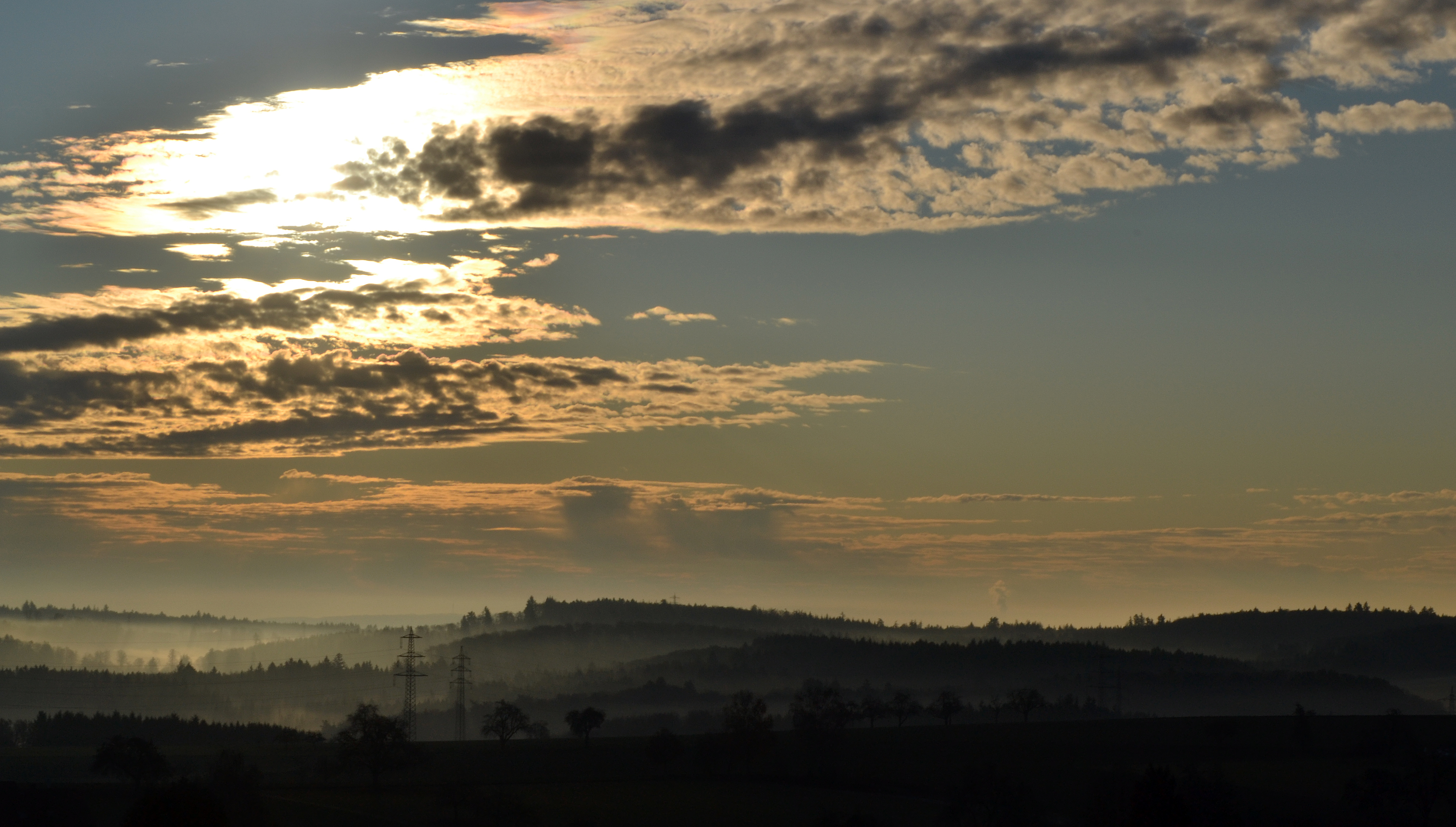
Blick vom „Kanzbuckel“ gegen Süd

### Schwanheim

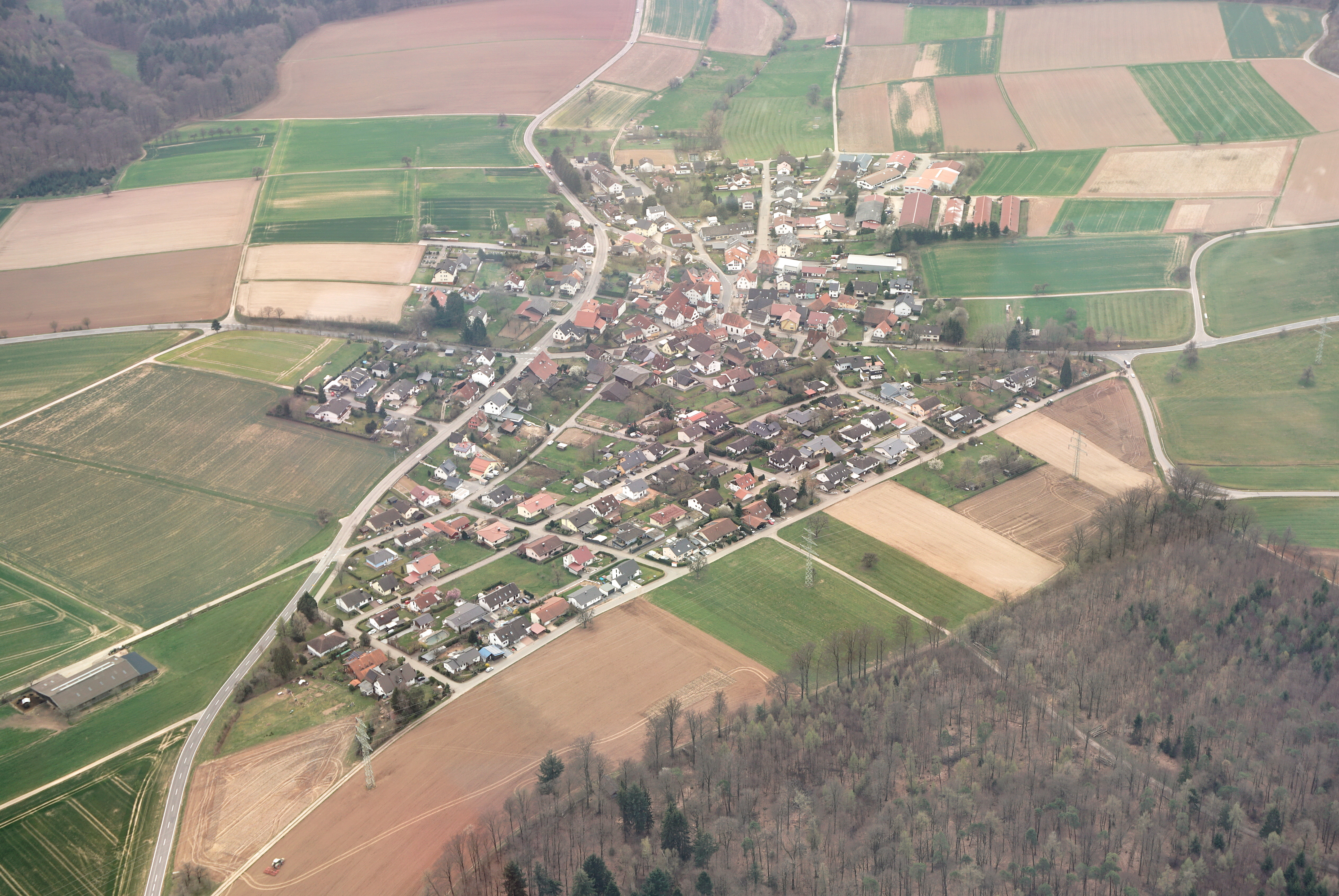
Ortsteil Schwanheim von Schönbrunn

Schwanheim wird 1369 im pfälzischen Zinsregister erstmals unter dem Namen „Schwanden“ urkundlich erwähnt. Wie die anderen Teilorte ist auch Schwanheim eine Rodungssiedlung, entstand jedoch vermutlich erst im Spätmittelalter bei der Rodung des zur Minneburg gehörigen Waldes. Die Reichsburgen Minneburg, Helmstadt und Schwarzach übten vermutlich seit Siedlungsgründung die Ortsherrschaft aus. Diese Teilung blieb 1349 beim Übergang der Minneburg an die Stüber Zent, 1380 bei deren Übergang an die Kurpfalz und 1419 beim Übergang von Schwarzach an die Kurpfalz erhalten. Die Herrschaftsteile wurden mehrfach verpfändet und aufgeteilt. Beim Übergang an Baden blieb das Herrschafts-Kondominat bestehen und Teile des Ortes wurden verschiedenen Ämtern zugeteilt. Von 1813 gehörte der ganze Ort als selbstständige Gemeinde zum Amt Neckargemünd und teilte als selbstständige Gemeinde das Geschick Schönbrunns, mit dem es 1972 zusammengeschlossen wurde. Bis zum 1. Januar 1972 verwaltete Schwanheim auch das zwei Kilometer entfernte Dorf Unter-Allemühl.

### Gemeinde Schönbrunn
Am 1. Januar 1972 kam es zum Zusammenschluss der bisher eigenständigen Gemeinden Haag, Moosbrunn, Schönbrunn mit Oberallemühl und Schwanheim mit Unterallemühl. Im Zuge der baden-württembergischen Kreisreform 1973 wurde die Gemeinde ein Teil des neugebildeten Rhein-Neckar-Kreises.
Die Schönbrunner Ortsteile haben seit den 1960er Jahren einen Wandel von überwiegend landwirtschaftlich geprägter Infrastruktur hin zu Wohnsiedlungen für Pendler der umliegenden Städte und Gemeinden durchlaufen. Während es 1960 in den später zusammengeschlossenen Orten noch 168 landwirtschaftliche Betriebe gab, sank deren Zahl bis 1986 auf 34.

### Einwohnerentwicklung
2016 hatte der Ortsteil Haag 921 Einwohner, Schönbrunn 628, Moosbrunn 477, Schwanheim 496 und Allemühl 335. Die nachfolgende Auflistung fasst die Einwohner auf dem heutigen Gebietsstand zusammen und basiert auf den Volkszählungsergebnissen bzw. deren amtlichen Fortschreibungen.
| Jahr      | 1871 | 1910 | 1939 | 1950 | 1961 | 1970 | 1980 | 1990 | 1995 | 2001 | 2005 | 2010 | 2015 | 2020 |
| --------- | ---- | ---- | ---- | ---- | ---- | ---- | ---- | ---- | ---- | ---- | ---- | ---- | ---- | ---- |
| Einwohner | 1209 | 1361 | 1270 | 1708 | 1592 | 1921 | 2468 | 2853 | 3041 | 3103 | 3045 | 2941 | 2842 | 2870 |

## Religionen
Die Einwohner der Teilorte von Schönbrunn waren seit der Reformation bis ins frühe 20. Jahrhundert nahezu ausnahmslos evangelisch. Die Orte Haag, Allemühl, Schönbrunn und Moosbrunn waren zum Kirchspiel Haag zusammengefasst, wo sich seit 1648 die Pfarrei befand. Schwanheim zählte seit 1569 kirchlich zu Neunkirchen und wurde nach dem Bau der Schwanheimer Kirche Filiale von Michelbach. Nach dem Zusammenschluss der Orte 1972 wurden die kirchlichen Verhältnisse neu geregelt: Haag und Schwanheim werden vom evangelischen Pfarramt in Haag betreut, während das evangelische Pfarramt in Schönbrunn für die Orte Schönbrunn, Moosbrunn und Allemühl zuständig ist. Seit der Ansiedlung von Heimatvertriebenen nach dem Zweiten Weltkrieg gibt es auch eine größere Anzahl von Katholiken am Ort; diese werden von der katholischen Pfarrei in Neunkirchen betreut.

## Politik

### Verwaltung
Die Gemeindeverwaltung befindet sich im Rathaus des Ortsteils Schönbrunn. Mit der benachbarten Stadt Eberbach besteht die Vereinbarte Verwaltungsgemeinschaft Eberbach - Schönbrunn.

### Gemeinderat
Der Gemeinderat in Schönbrunn besteht aus den 12 gewählten ehrenamtlichen Gemeinderäten und dem Bürgermeister als Vorsitzendem. Der Bürgermeister ist im Gemeinderat stimmberechtigt.
Die Kommunalwahl am 9. Juni 2024 führte zu folgendem Ergebnis:
| Parteien und Wählergemeinschaften | Parteien und Wählergemeinschaften           | % 2024  | Sitze 2024 | % 2019 | Sitze 2019 | Kommunalwahl 2024 %50403020100 42,97 %29,55 %14,09 %13,39 % FWCDUSPDLSGewinne und Verlusteim Vergleich zu 2019 %p 14 12 10 8 6 4 2 0 −2 −4 −6 −8−10−12−10,63 %p−4,05 %p+1,29 %p+13,39 %pFWCDUSPDLS |
| FW                                | Freie Wähler                                | 42,97   | 5          | 53,6   | 6          | Kommunalwahl 2024 %50403020100 42,97 %29,55 %14,09 %13,39 % FWCDUSPDLSGewinne und Verlusteim Vergleich zu 2019 %p 14 12 10 8 6 4 2 0 −2 −4 −6 −8−10−12−10,63 %p−4,05 %p+1,29 %p+13,39 %pFWCDUSPDLS |
| CDU                               | Christlich Demokratische Union Deutschlands | 29,55   | 3          | 33,6   | 4          | Kommunalwahl 2024 %50403020100 42,97 %29,55 %14,09 %13,39 % FWCDUSPDLSGewinne und Verlusteim Vergleich zu 2019 %p 14 12 10 8 6 4 2 0 −2 −4 −6 −8−10−12−10,63 %p−4,05 %p+1,29 %p+13,39 %pFWCDUSPDLS |
| SPD                               | Sozialdemokratische Partei Deutschlands     | 14,09   | 2          | 12,08  | 2          | Kommunalwahl 2024 %50403020100 42,97 %29,55 %14,09 %13,39 % FWCDUSPDLSGewinne und Verlusteim Vergleich zu 2019 %p 14 12 10 8 6 4 2 0 −2 −4 −6 −8−10−12−10,63 %p−4,05 %p+1,29 %p+13,39 %pFWCDUSPDLS |
| LS                                | Liste Schwanheim                            | 13,39   | 2          | –      | –          | Kommunalwahl 2024 %50403020100 42,97 %29,55 %14,09 %13,39 % FWCDUSPDLSGewinne und Verlusteim Vergleich zu 2019 %p 14 12 10 8 6 4 2 0 −2 −4 −6 −8−10−12−10,63 %p−4,05 %p+1,29 %p+13,39 %pFWCDUSPDLS |
| gesamt                            | gesamt                                      | 100,0   | 12         | 100,0  | 12         | Kommunalwahl 2024 %50403020100 42,97 %29,55 %14,09 %13,39 % FWCDUSPDLSGewinne und Verlusteim Vergleich zu 2019 %p 14 12 10 8 6 4 2 0 −2 −4 −6 −8−10−12−10,63 %p−4,05 %p+1,29 %p+13,39 %pFWCDUSPDLS |
| Wahlbeteiligung                   | Wahlbeteiligung                             | 68,35 % | 68,35 %    | 71,4 % | 71,4 %     | Kommunalwahl 2024 %50403020100 42,97 %29,55 %14,09 %13,39 % FWCDUSPDLSGewinne und Verlusteim Vergleich zu 2019 %p 14 12 10 8 6 4 2 0 −2 −4 −6 −8−10−12−10,63 %p−4,05 %p+1,29 %p+13,39 %pFWCDUSPDLS |

### Bürgermeister
Jan Frey (CDU) ist seit dem 1. Juni 2008 Bürgermeister von Schönbrunn. Von 1986 bis zu seinem altersbedingten Ausscheiden am 31. Mai 2008 war Roland Schilling Bürgermeister.

### Wappen
Die Blasonierung des Wappens lautet: In Silber auf grünem Boden ein roter Röhrenbrunnen mit blauem Wasserstrahl.
Das Wappen geht zurück auf ein Gerichtssiegel, das vermutlich um 1800 entstand. Es verweist redend auf den Ortsnamen und wurde 1914 vom Generallandesarchiv entworfen. Nach dem Zusammenschluss 1972 verlor es zunächst seine Amtlichkeit, wurde aber 1974 – zusammen mit der Rot-Weißen Flagge – für die neu entstandene Gemeinde unverändert erneut vom Innenministerium verliehen. Rein optisch betrachtet entspricht es den gespiegelten Wappen von Brunntal (Gemeinde Werbach).

## Kultur und Sehenswürdigkeiten

### Baudenkmäler, öffentliche Bauten
In Schönbrunn befindet sich eine 1839–41 erbaute Kirche mit 1815 erbautem Pfarrhaus, davor stehen auf dem Dorfplatz eine so genannte „Friedenseiche“ von 1870/71 sowie ein Kriegerdenkmal. Im Ort sind verschiedene historische Gebäude erhalten, u. a. ein Keller von 1597. Das Rathaus von Schönbrunn ist ein moderner Zweckbau, der wie die ebenfalls moderne Schule zwischen den früheren Siedlungskernen Unter- und Oberschönbrunn errichtet wurde. Vor dem Rathaus befindet sich ein für die Region typischer Sandsteinbrunnen, wie es im gesamten Gemeindegebiet mehrere gibt.

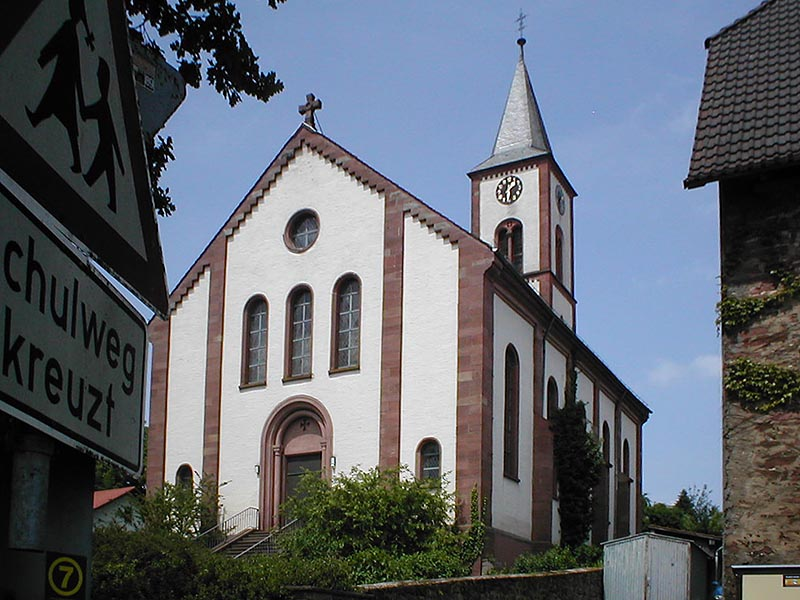
Kirche in Oberschönbrunn
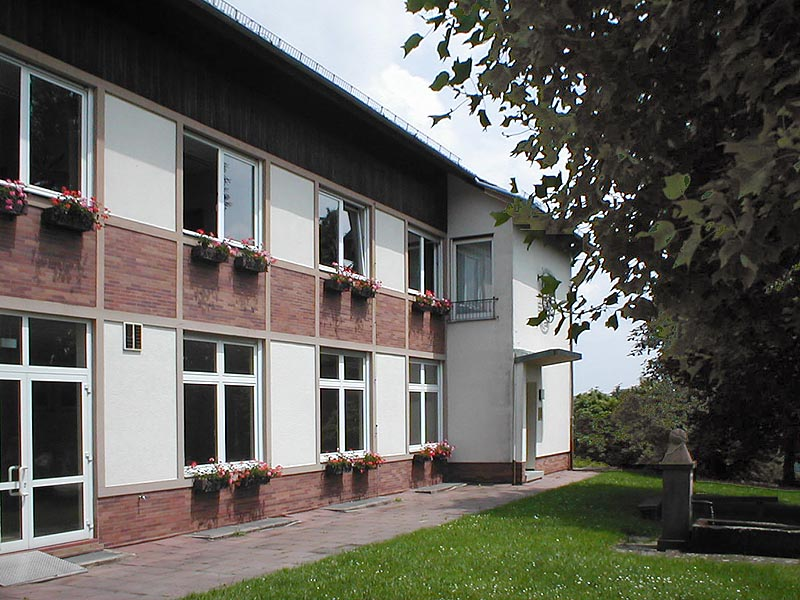
Rathaus von Schönbrunn
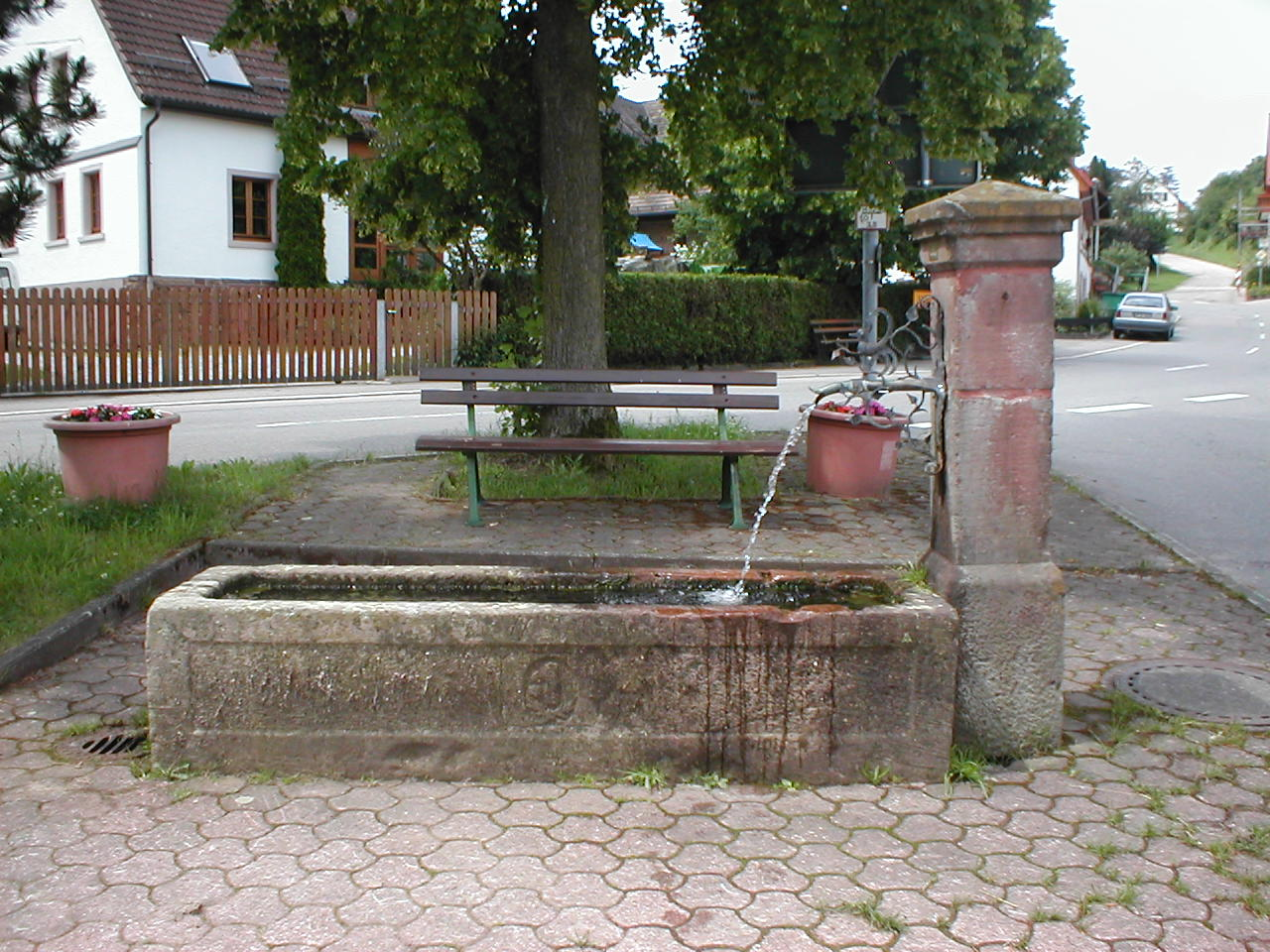
Dorfbrunnen Unterschönbrunn

In Allemühl befinden sich verschiedene historische Mühlen, von denen eine heute noch in Betrieb ist. Das Wirtschaftsgebäude dieser Mühle datiert von 1795, außerdem befindet sich bei dieser Mühle ein alter Sandsteinbrunnen. Im Ort bestehen ein altes Schul- und Rathaus von 1902 und ein Kriegerdenkmal. Auf einer Anhöhe befindet sich nahe dem Friedhof die schlichte evangelische Jesus-Christus-Kirche am Berg von Allemühl von 1958. Außerhalb des Ortes befindet sich die „August-Rumm-Gedächtnisruh“, eine dem Andenken des Odenwälder Malers August Rumm (1888–1950) gewidmete Grünanlage.

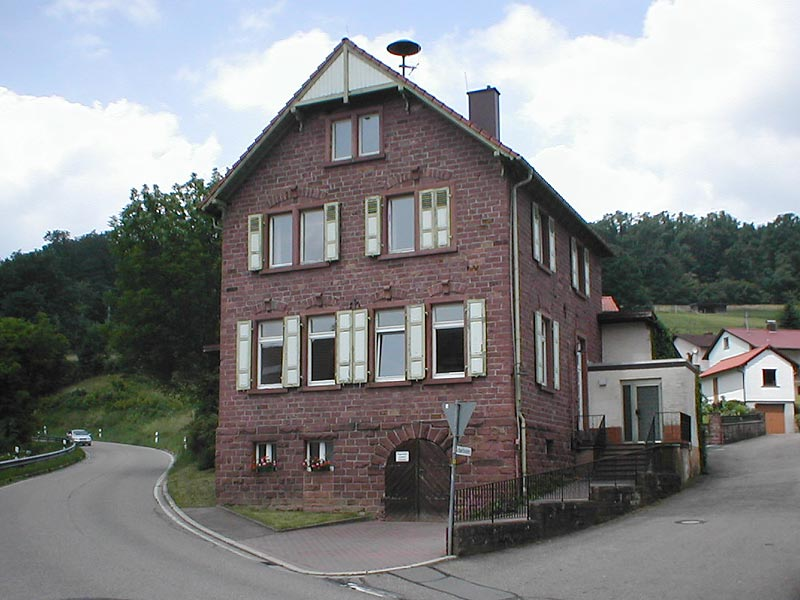
Schulhaus von 1902
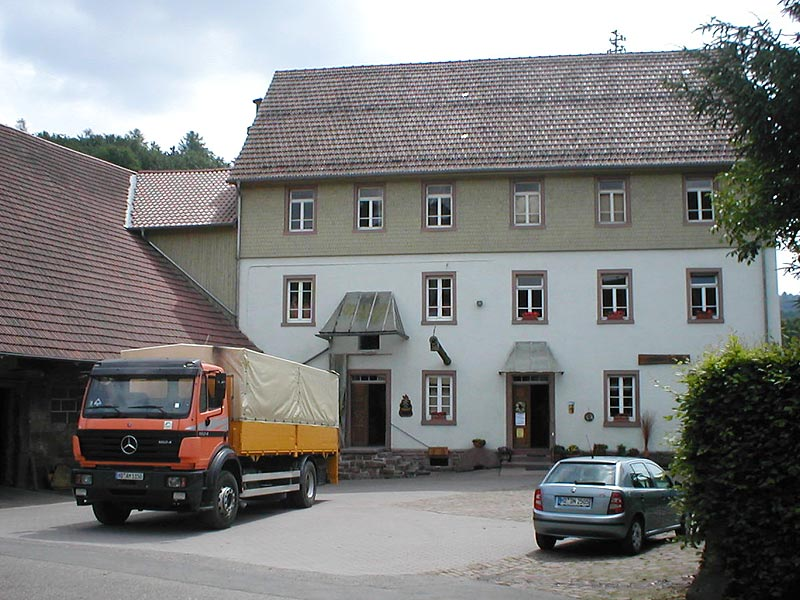
Mühlbetrieb in Allemühl
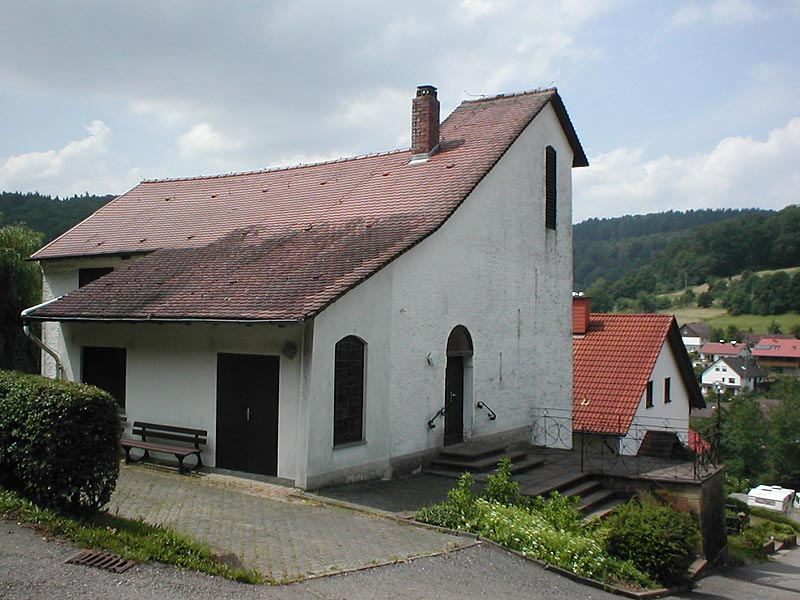
Kirche in Allemühl
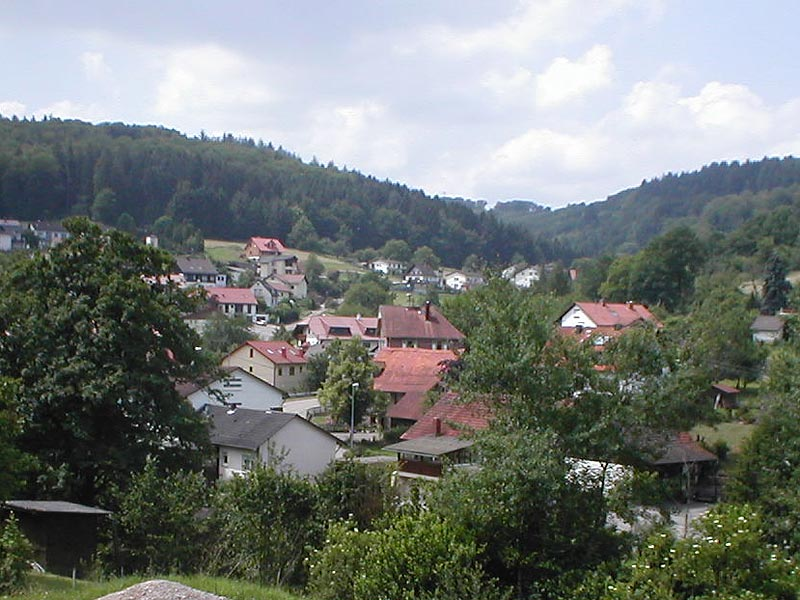
Blick über Allemühl

In Haag befindet sich auf dem ummauerten Friedhof die historische Kirche St. Lambert, die im Kern auf einen mittelalterlichen Bau zurückgeht. Das Torhaus des Friedhofs und die Portale der Kirche datieren zwischen 1740 und 1751, der Chorturm wurde 1753 erneuert. Im Zugang des Dachbodens wurde ein historisches Portal von 1466 wiederverwendet. Im Ort stehen nahe dem Dorfplatz das alte Rathaus sowie das alte Schulhaus. Das Rathaus wurde 1877 als Armen- und Rathaus anstelle des 1747 erbauten ersten Rathauses errichtet und diente von 1878 bis 1971 als Rathaus. Das alte Schulhaus wurde 1859, als zweites Schulhaus der Gemeinde, mit Lehrerwohnung, Stall und Scheune errichtet und bis zum Bau einer neuen Schule 1964 als solche verwendet. Im Ort, der 1988 den Landeswettbewerb „Unser Dorf soll schöner werden“ gewann, befinden sich außerdem mehrere historische Fachwerkgebäude, Brunnen und Wegweiser sowie ein Kriegerdenkmal.

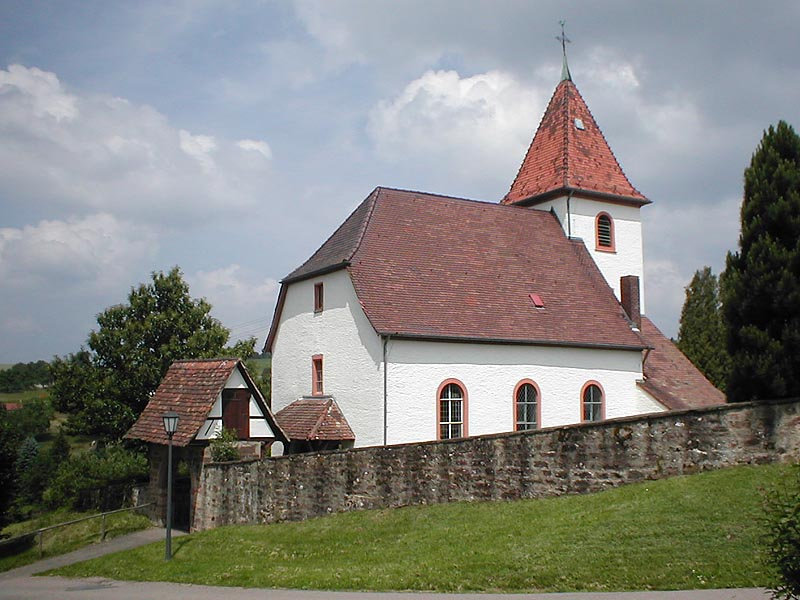
Kirche in Haag
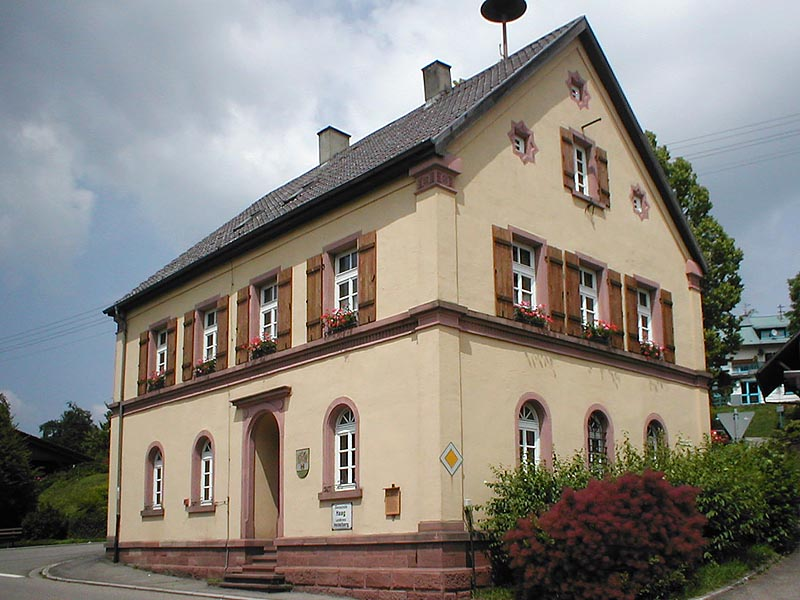
Altes Rathaus
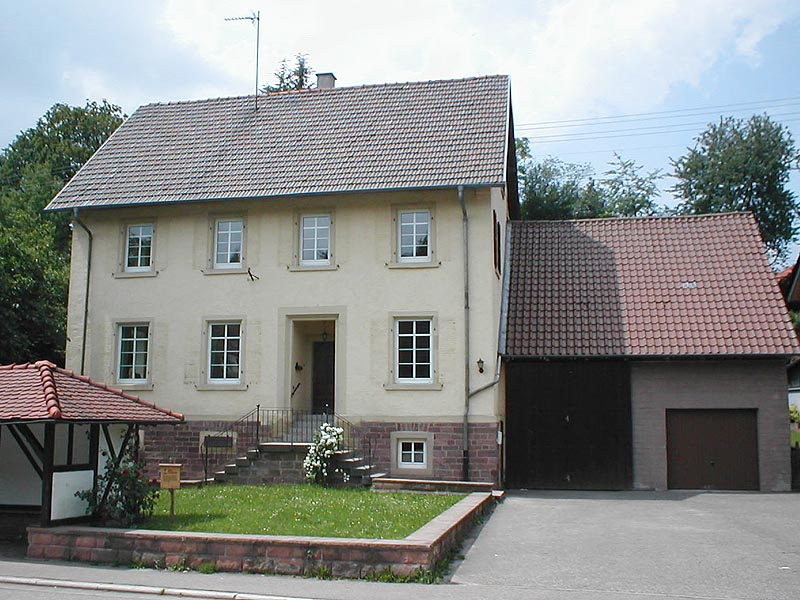
Altes Schulhaus
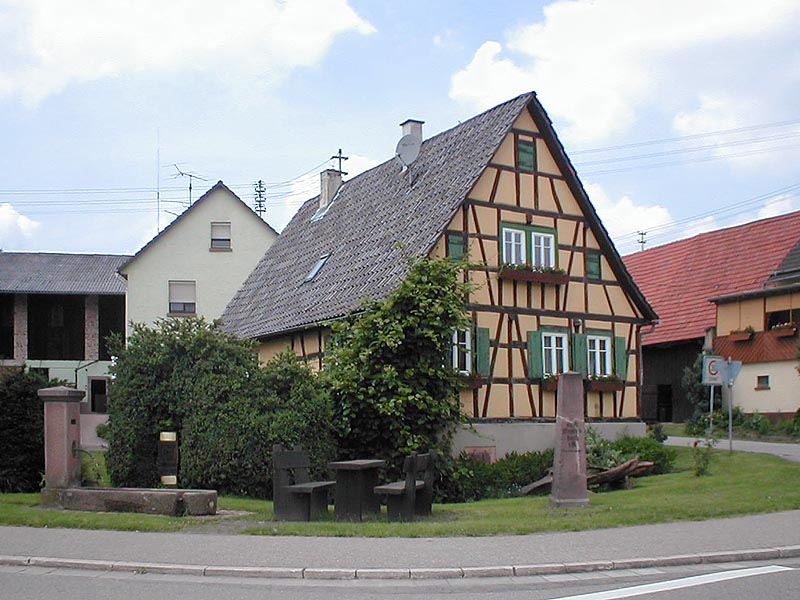
Grünanlage mit Brunnen

In Moosbrunn befindet sich in der Ortsmitte die Kirche von 1926/27, in deren Treppenanlage ein Wasserhaus mit Brunnen integriert ist. Sie wurde als Ersatz für die bereits 1533 bezeugte, aber 1897 abgerissene Wendelinskapelle auf dem alten Friedhof errichtet. Der Friedhof weist als Besonderheit ein Feld mit historischen Grabsteinen auf, die nach der Neuordnung des Friedhofs ihrer Fundamente beraubt allesamt liegend angeordnet wurden und das Bild der Anlage bestimmen.

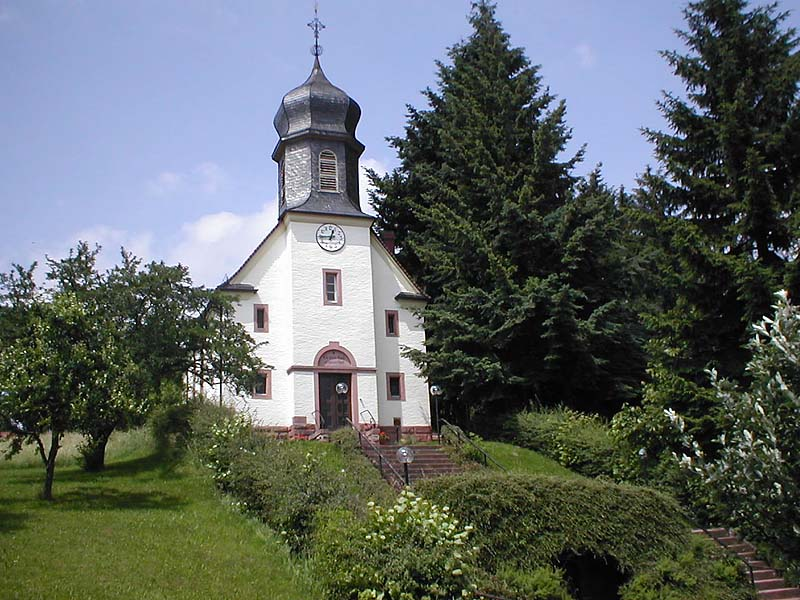
Kirche in Moosbrunn
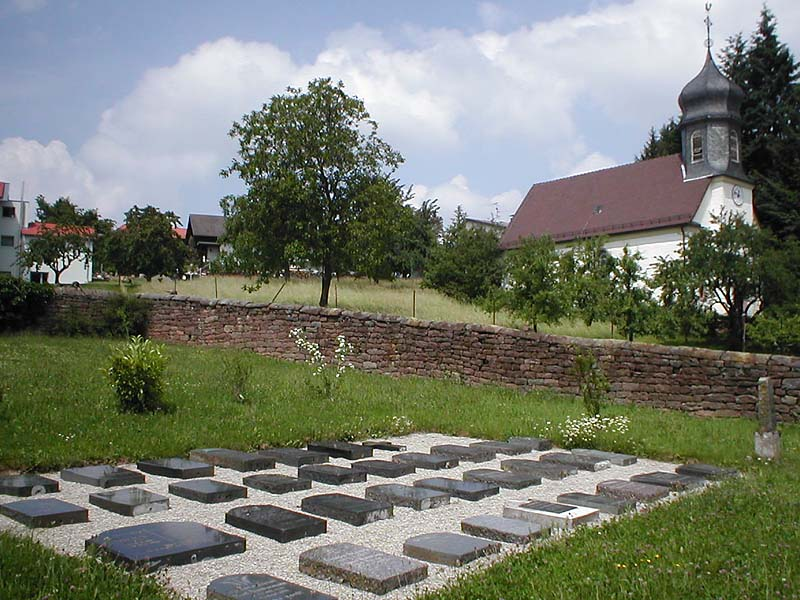
Friedhof Moosbrunn

In Schwanheim befinden sich das alte Rathaus und das alte Schulhaus von 1905 in unmittelbarer Nachbarschaft in der Ortsmitte unweit der Kirche. Die 1821/22 erbaute Kirche ist die erste Kirche des Ortes. Pläne für einen Kirchenbau bestanden bereits seit dem späten 18. Jahrhundert, konnten aus Geldmangel und wegen des Widerstands der Neunkirchener Pfarrei jedoch lange nicht verwirklicht werden. Die Kirche wurde 1821 dann auch zunächst nur als Leichenhalle errichtet und später zur Kirche erweitert. Der Glockenturm wurde erst 1952 ergänzt. Das Rathaus wurde 1838 als Bauernhaus erbaut, 1882 von der Gemeinde erworben und 1950/51 aufgestockt. Das Alte Schulhaus, erbaut 1834, heute ein mehrfach modernisiertes Wohnhaus, ist das Geburtshaus des Malers August Rumm. Das neue Schulhaus wurde 1905 erbaut.

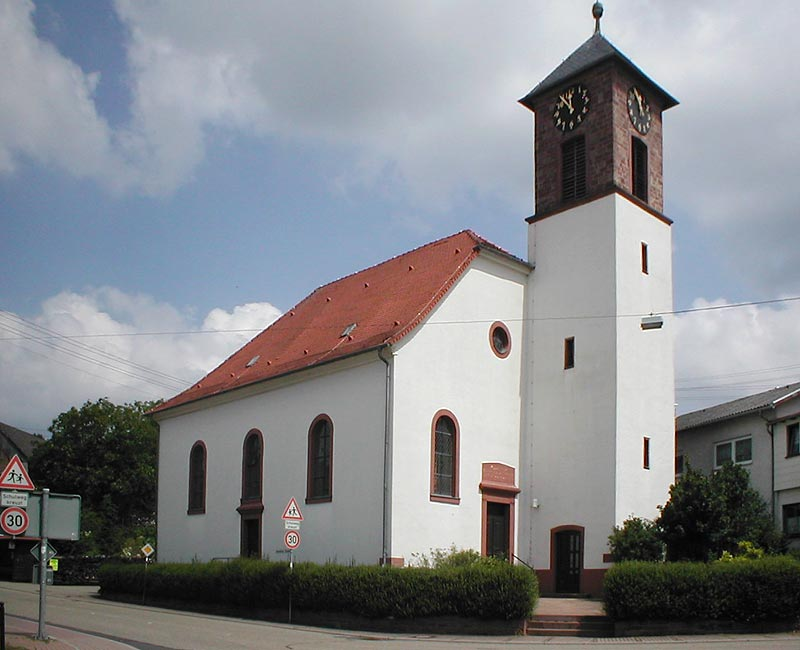
Kirche in Schwanheim
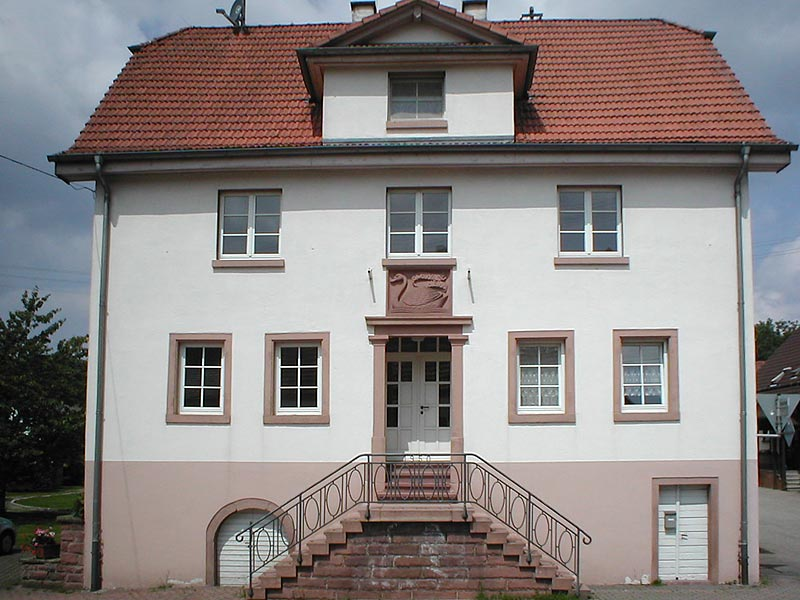
Rathaus Schwanheim
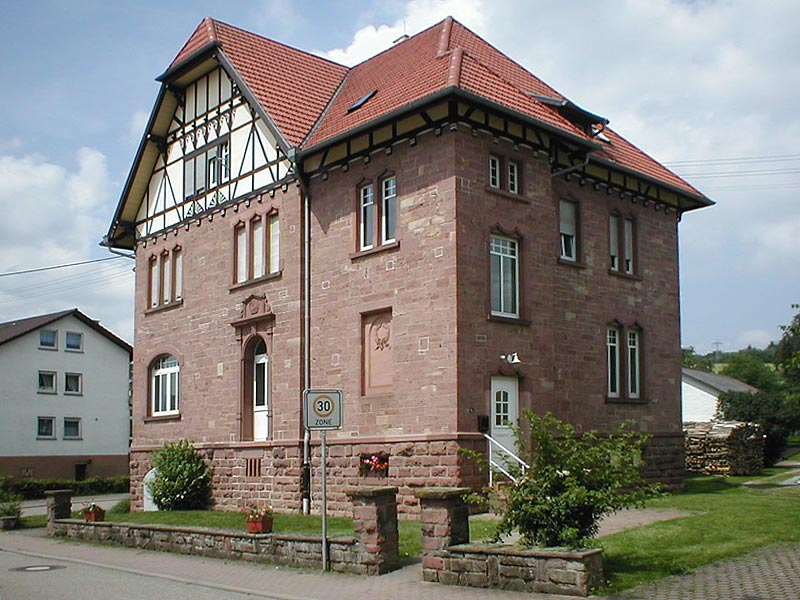
Schulhaus Schwanheim
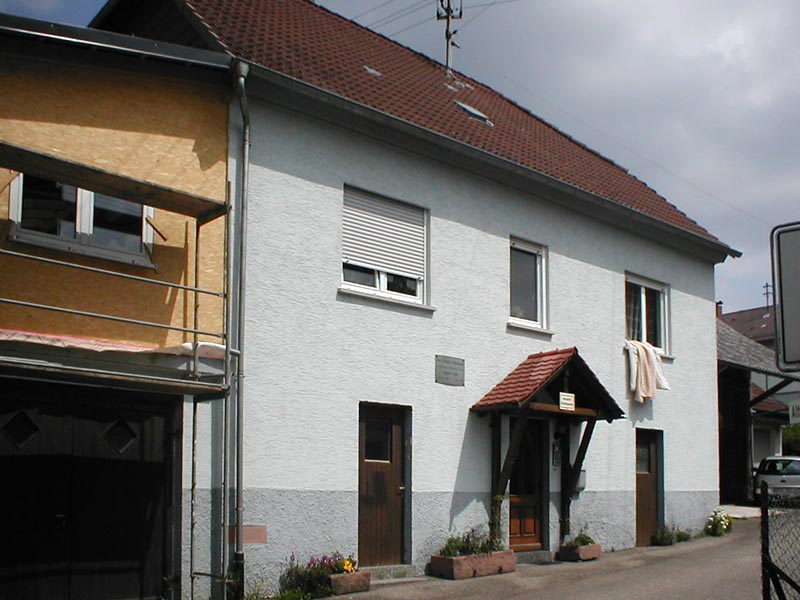
Alte Schule

### Vereine
Alle Teilorte haben noch eine eigene Freiwillige Feuerwehr, so dass in dem Gesamtort über 150 Feuerwehrleute aktiv sind.
Ebenfalls hat die Gemeinde eine DRK-Bereitschaft, die neben Sanitätsdiensten und Blutspendeaktionen auch das "Helfer vor Ort"-System durchführt.

## Wirtschaft und Infrastruktur

### Bildungseinrichtungen
Die Grundschule in Schönbrunn wurde als Bildungswerkstatt Baden-Württemberg ausgezeichnet, weil sie Jahrgänge durchmischt und den Unterricht zur Förderung der Selbstständigkeit des Schülerlernens sehr flexibel gestaltet.

### Verkehr
Nördlich der Gemeinde verläuft durch das Neckartal die Bundesstraße 37 (Heidelberg–Mosbach). In die Nachbarorte führen Buslinien, die in Eberbach und Neckargemünd auch Anschluss an die S-Bahn Rhein-Neckar herstellen. Schönbrunn gehört zum Tarifgebiet des Verkehrsverbunds Rhein-Neckar.

## Persönlichkeiten
- Gerhard Meier (Pseudonym: Jan Ulenbrook) († 2000), Schriftsteller und Übersetzer, lebte seit 1961 in Allemühl
- August Rumm (1888–1950), Kunstmaler, geboren in Schwanheim, lebte zuletzt in Allemühl